# Reichsluftschutzbund

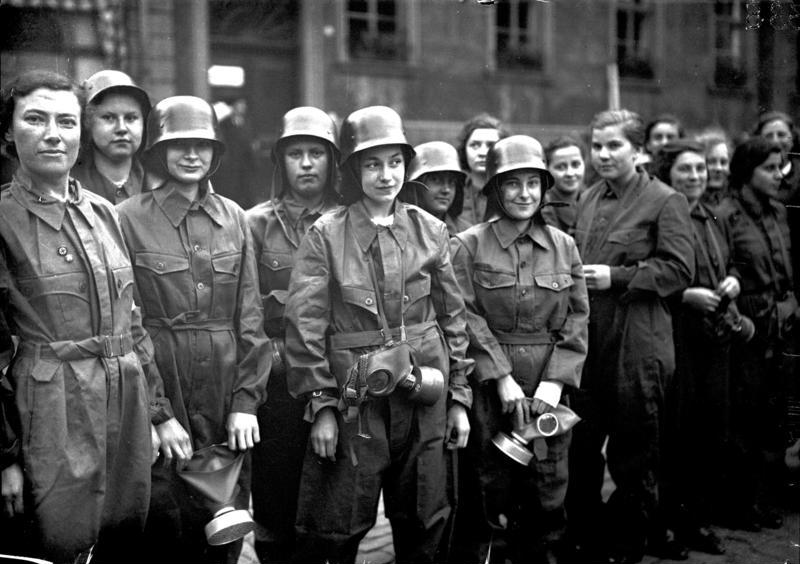
Luftschutzhelferinnen, teilweise mit Stahlhelm und Atemschutzmaske (1939)

Der Reichsluftschutzbund (RLB) war ein öffentlicher Verband für den deutschen Luftschutz in der Zeit des Nationalsozialismus. Die Aufgaben des RLB wurden nach 1952 vom Bundesluftschutzverband (BLSV) übernommen, der später in Bundesverband für den Selbstschutz (BVS) umbenannt wurde.
Der RLB diente mit seinem engen Netz an Luftschutzwarten neben der praktischen und psychologischen Vorbereitung auf einen Luftkrieg sowie der Anleitung der Bevölkerung zum Selbstschutz während und nach Luftangriffen auch der politischen und polizeilichen Kontrolle der Bevölkerung.

## Organisation
Der Bund wurde am 29. April 1933 von Hermann Göring gegründet und unterstand zugleich Görings Reichsluftfahrtministerium. Im Bund waren u. a. der seit 1927 existierende Verein Deutscher Luftschutz (DLS) und die Deutsche Luftschutzliga (seit 1931) zwangsweise zusammengeführt worden. Mit dem RLB hatten alle in der Weimarer Republik gegründeten Luftschutzvereine aufgehört zu existieren. 1940 wurde der RLB zur Körperschaft des öffentlichen Rechts umgeformt, 1944 trat er in die NSDAP ein.
Im Jahre 1939 waren etwa 15 Millionen Mitglieder im RLB organisiert. Es existierten 75.300 Dienststellen; 820.000 Amtsträger taten ihren Dienst im RLB (davon 280.000 Frauen). Die Mitglieder wurden in 3.800 Schulen von mehr als 28.000 Lehrern ausgebildet. Das Ausbildungsprogramm umfasste das luftschutzmäßige Herrichten eines Hauses und der Wohnung, Brandbekämpfung, Gasschutz, Erste Hilfe, Meldewesen. Zur Teilnahme an den Ausbildungsveranstaltungen des RLB konnte jeder durch das Luftschutzgesetz vom 26. Mai 1935 verpflichtet werden.
Das offizielle Presseorgan des RLB war Die Sirene. Illustrierte Zeitschrift des Reichsluftschutzbundes, welche von 1933 bis 1944 im Deutschen Verlag, vormals Ullstein, erschien.
Durch die Kontrollratsdirektive Nr. 24 wurde der RLB als aufgelöst betrachtet.
Den Amtsträgern des RLB wurde eine Dienstbekleidung in graublauem Tuch verliehen, zu der ein eigens dafür entworfenes Hoheitsabzeichen gehörte. Das Hoheitszeichen wurde am linken Unterärmel und an der Mütze getragen.

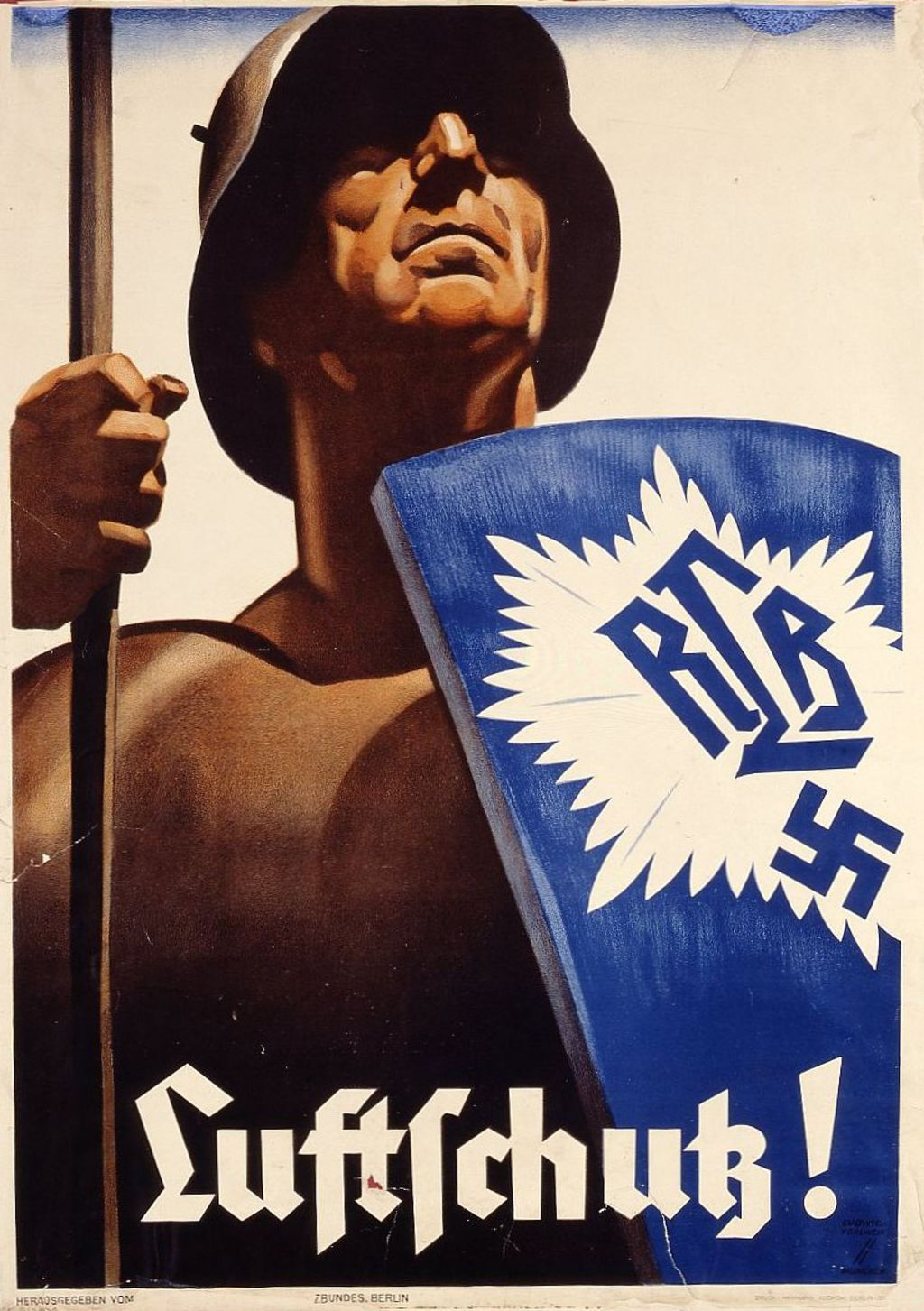
Bekanntes Propagandaplakat des Reichsluftschutzbundes (Ludwig Hohlwein, um 1943).
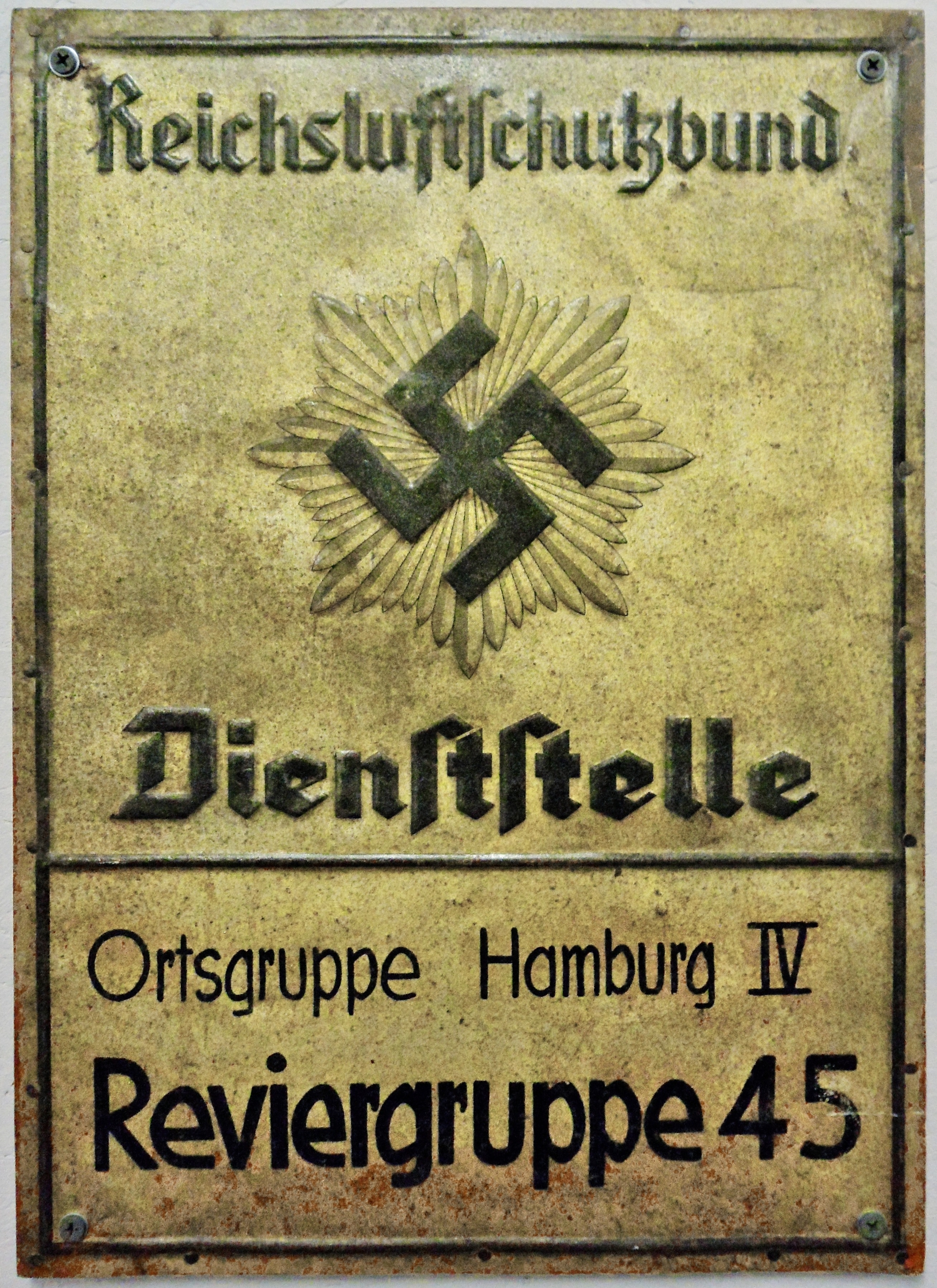
Amtsschild des Reichsluftschutzbundes der Ortsgruppe Hamburg IV
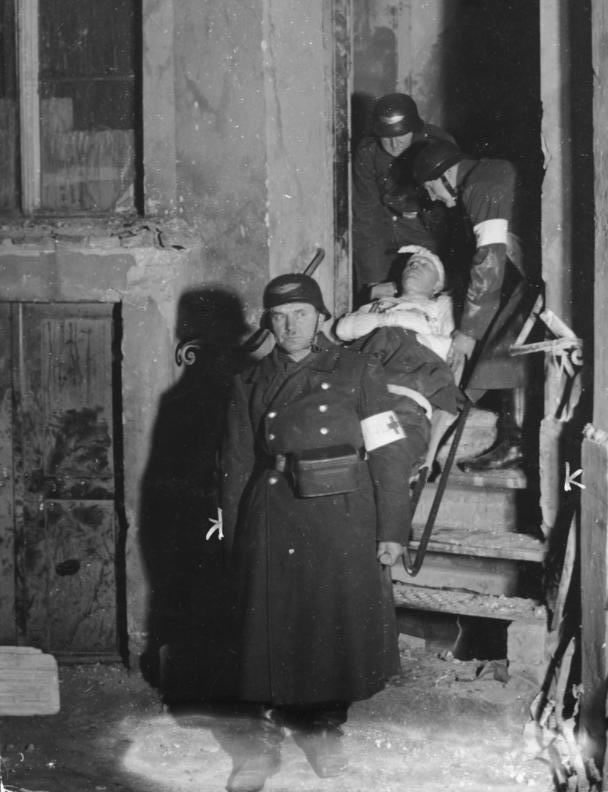
Mitglieder des Reichsluftschutzbundes 1941 bei der Verletztenbergung
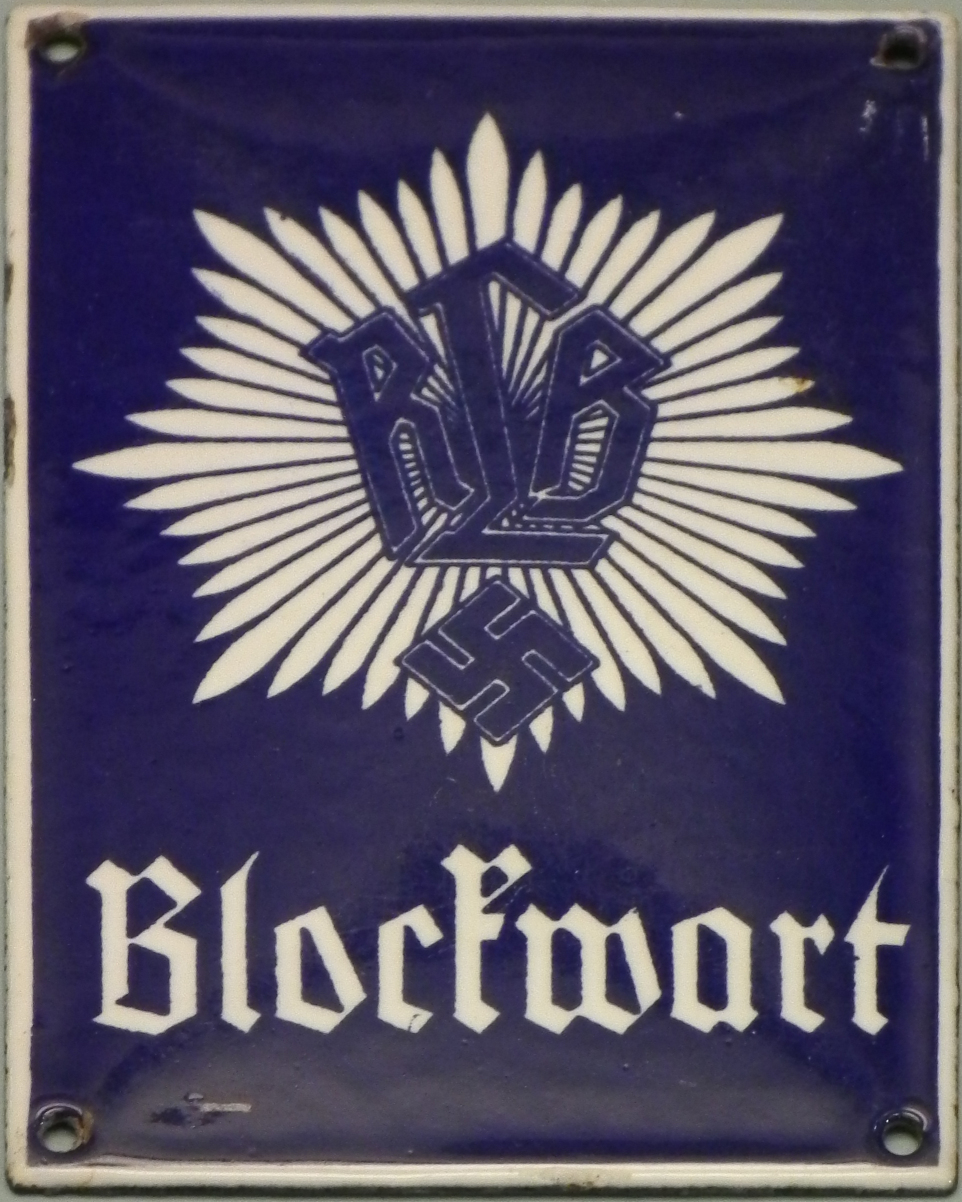
Emaille-Schild für den „Blockwart“

## Präsidenten
Der Präsident des RLB war immer ein aktiver General der Luftwaffe.
- Generalleutnant Hugo Grimme: 29. April 1933 – 30. April 1936
- Generalleutnant Karl von Roques: 30. April 1936 – 30. Mai 1939
- General der Flakartillerie Ludwig von Schröder: 30. Mai 1939 – 30. Mai 1941
- Chef des Stabes und General-Hauptluftschutzführer Sautier wurde mit der Führung der Geschäfte des Präsidenten des RLB beauftragt: 12. Juni 1941[5]
- General der Flakartillerie Friedrich Hirschauer: 1. August 1942 – 31. Januar 1945